# Midtskog Station
Midtskog Station (Midtskog stoppested) var en jernbanestation på Rørosbanen, der lå i Elverum kommune i Norge.
Stationen blev oprindeligt oprettet holdepladsen Midtskoven 23. juni 1862, da den første del af banen fra Hamar til Grundset blev taget i brug. Den blev nedgraderet til læsseplads 1. januar 1872, der dog blev suppleret med sidespor i 1874. Holdepladsen blev genoprettet som Midtskogen 15. august 1904. Den skiftede navn til Midtskog 1. september 1922. Stationen blev nedgraderet til trinbræt 1. marts 1956 og nedlagt 2. juni 1985.
Stationen havde i sin tid en enkel banevogterbolig (oprindelig bolig for sporlægger), der var tegnet af Georg Andreas Bull, samt udhus og pakhus. Indtil banen blev forlænget til Rena var der også vandkran på stedet, men derefter blev de fleste funktioner flyttet til Elverum. I dag er bygningerne revet ned, og kun rester af en læsserampe vidner om tidligere tiders aktivitet på stedet.